# ساي دانشيكا
ساي دانشيكا هي ممثلة هندية ولدت في 20 نوفمبر 1989.

## روابط خارجية
ساي دانشيكا على موقع IMDb (الإنجليزية)
- ساي دانشيكا على موقع قاعدة بيانات الفيلم (الإنجليزية)